# Shingo Nejime
Shingo Nejime (根占 真伍 Nejime Shingo?, nacido el 22 de diciembre de 1984 en Tokio) es un exfutbolista japonés. Jugaba de centrocampista y su último club fue el Churchill Brothers SC.

## Trayectoria

### Clubes
| Club                  | País  | Año         |
| --------------------- | ----- | ----------- |
| Tokyo Verdy           | Japón | 2003 - 2006 |
| Yokohama FC           | Japón | 2007 - 2010 |
| Roasso Kumamoto       | Japón | 2011 - 2012 |
| Churchill Brothers SC | India | 2013 - 2014 |

## Estadística de carrera

### J. League
| Club            | Año   | J. League | J. League | Copa J. League | Copa J. League | Total | Total |
| Club            | Año   | Part.     | Goles     | Part.          | Goles          | Part. | Goles |
| --------------- | ----- | --------- | --------- | -------------- | -------------- | ----- | ----- |
| Tokyo Verdy     | 2003  | 15        | 1         | 4              | 0              | 19    | 1     |
| Tokyo Verdy     | 2004  | 1         | 0         | 0              | 0              | 1     | 0     |
| Tokyo Verdy     | 2005  | 0         | 0         | 0              | 0              | 0     | 0     |
| Tokyo Verdy     | 2006  | 27        | 0         | -              | -              | 27    | 0     |
| Yokohama FC     | 2007  | 23        | 3         | 5              | 0              | 28    | 3     |
| Yokohama FC     | 2008  | 36        | 4         | -              | -              | 36    | 4     |
| Yokohama FC     | 2009  | 22        | 1         | -              | -              | 22    | 1     |
| Yokohama FC     | 2010  | 10        | 0         | -              | -              | 10    | 0     |
| Roasso Kumamoto | 2011  | 27        | 4         | -              | -              | 27    | 4     |
| Roasso Kumamoto | 2012  | 14        | 1         | -              | -              | 14    | 1     |
| Total           | Total | 175       | 14        | 12             | 0              | 167   | 14    |

## Palmarés

### Títulos nacionales
| Título             | Club        | País  | Año  |
| ------------------ | ----------- | ----- | ---- |
| Copa del Emperador | Tokyo Verdy | Japón | 2004 |